# Franz Clam-Gallas

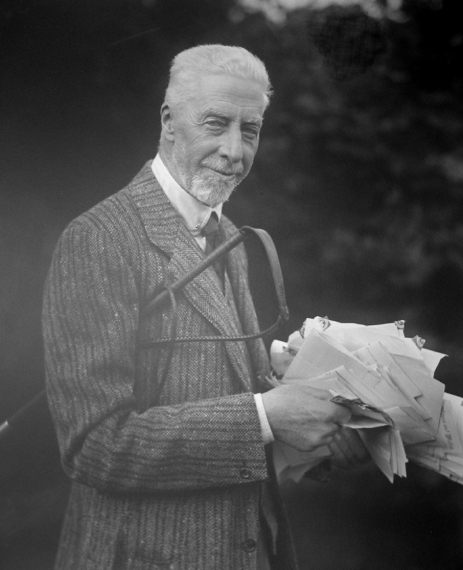
Franz Clam-Gallas

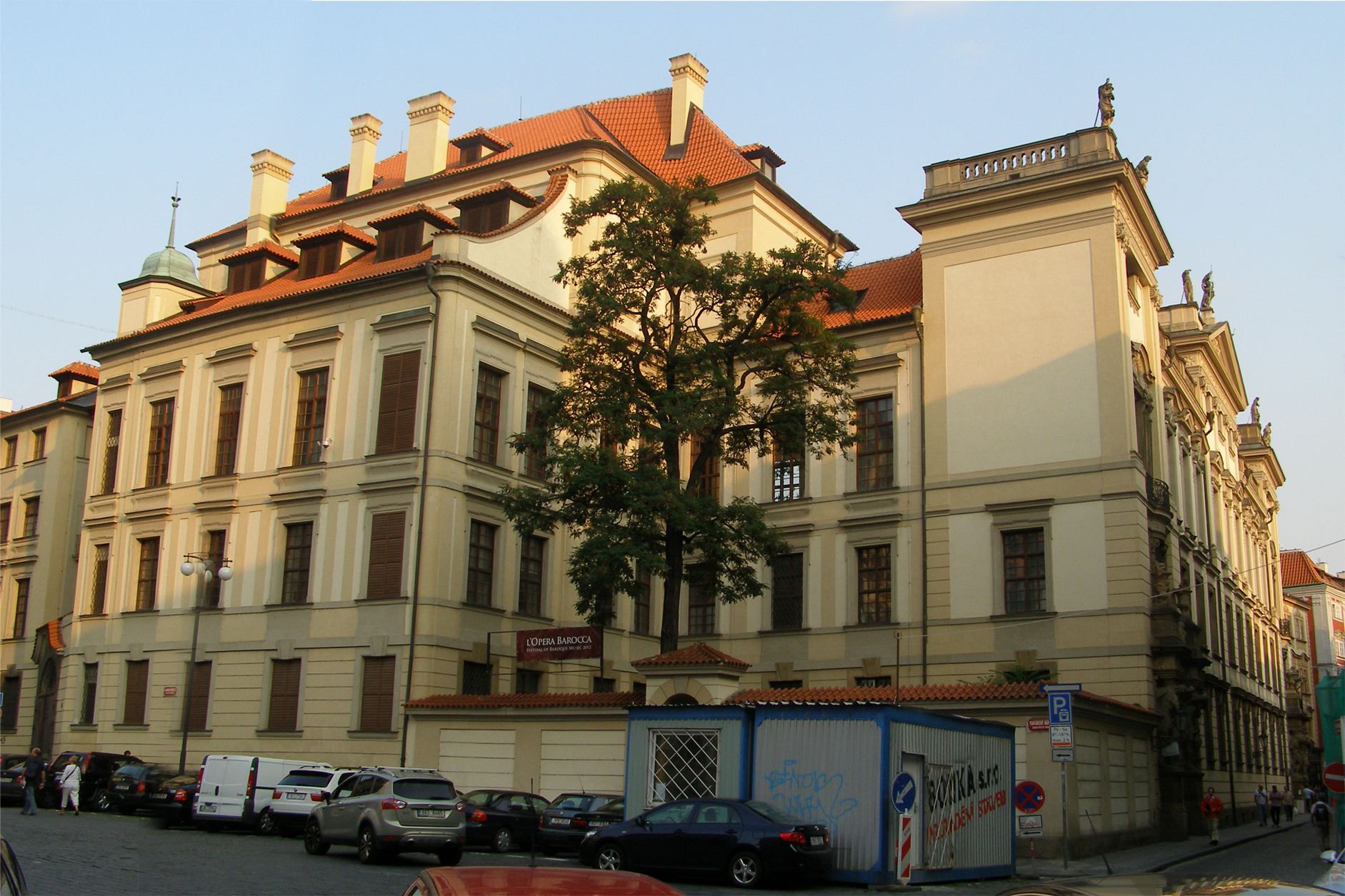
Clam-Gallas Palais in Prag

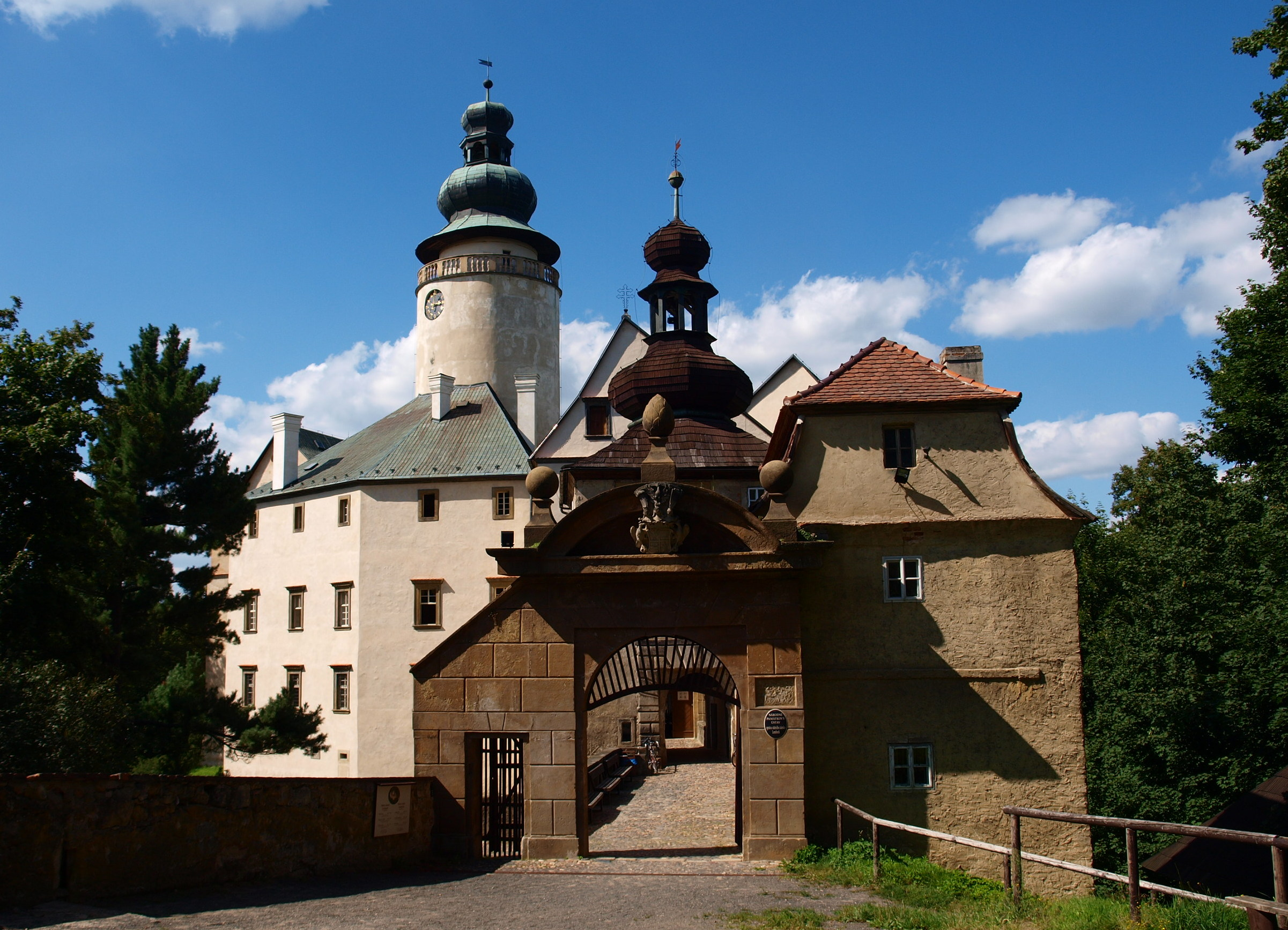
Schloss Lämberg in Nordböhmen

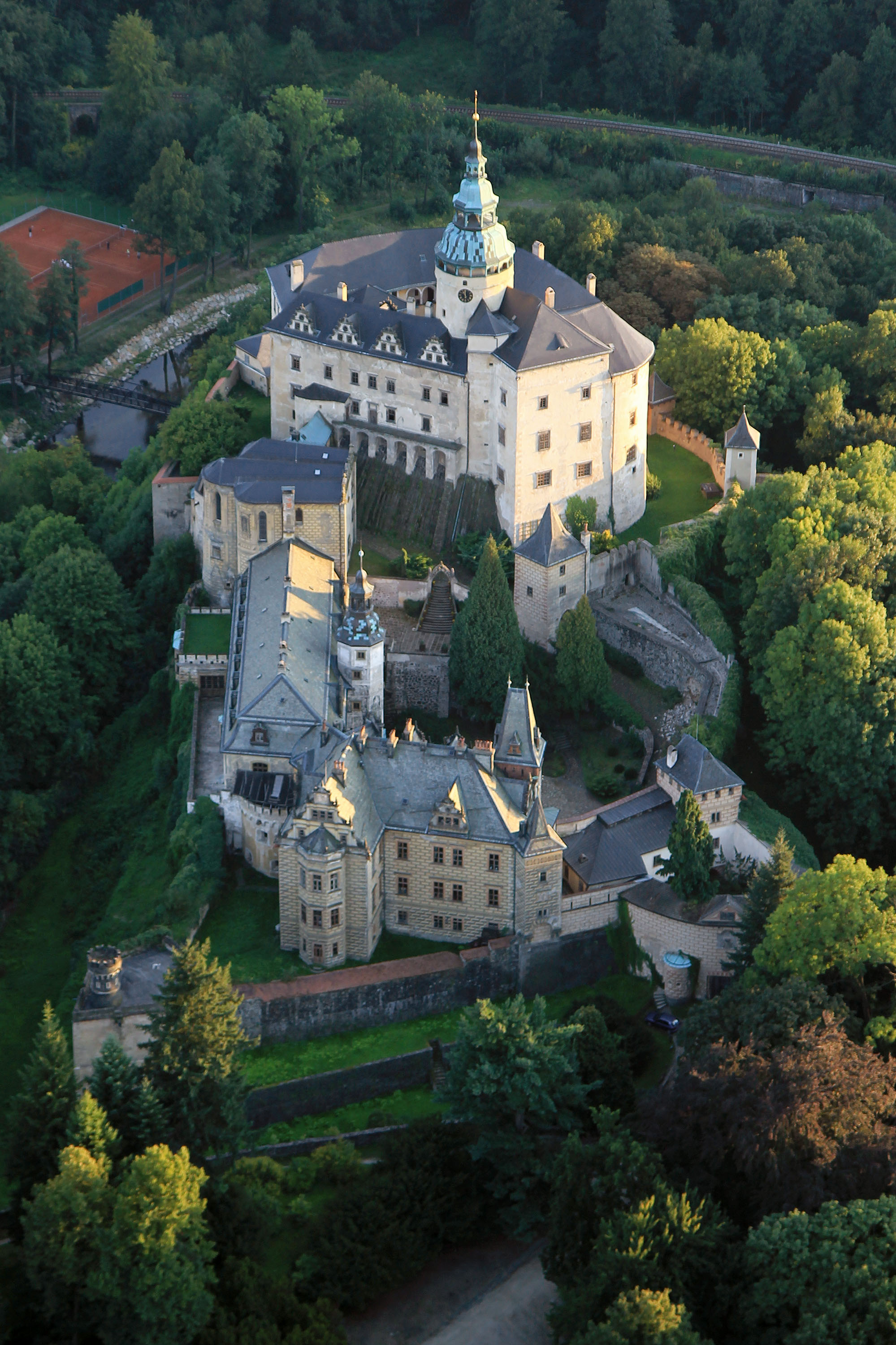
Schloss und Burg Friedland in Nordböhmen

Franz Graf Clam-Gallas (* 26. Juli 1854 in Reichenberg; † 20. Januar 1930 in Friedland) war von 1891 bis 1930 Großgrundbesitzer der Herrschaften Reichenberg, Friedland, Grafenstein und Lämberg in Nordböhmen und des Clam-Gallas Palais in Prag und Wien.

## Biografie
Nach dem Studium der Rechts- und Staatswissenschaften und der Land- und Forstwirtschaften in Wien war Franz Graf Clam-Gallas von 1895 bis 1918 Mitglied des Herrenhauses, seit 1901 als Großgrundbesitzer Mitglied des böhmischen Landtags in Prag. Er verlor im Jahre 1918 nach Ende des Ersten Weltkriegs und dem Untergang der Österreichisch-Ungarischen Monarchie durch eine Bodenreform der Regierung der Tschechoslowakischen Republik fast den gesamten Großgrundbesitz in Nordböhmen und die Residenz der Familie in Prag, das Palais Clam-Gallas. Aus diesem Palais gelang es ihm 1918 vor der Übernahme des Gebäudes durch tschechische Behörden einen Teil des kostbaren Inventars nach dem Schloss Lämberg in Nordböhmen zu bringen, wo es erhalten und bis 1945 im Besitz der Familie verblieb.

## Kulturelle und soziale Tätigkeiten
Franz Graf Clam-Gallas war Förderer der Geschichtsforschung in Nordböhmen und im Jahre 1893 Gründungsmitglied der Gesellschaft für neuere Geschichte Österreichs. Er veranlasste die Erschließung und Ordnung des umfangreichen Schlossarchivs in Friedland in Nordböhmen durch den Archivar Josef Bergel (1874–1952) – dieser verfasste auch eine in der Weberschiffchen-Bücherei veröffentlichte Abhandlung über Schloss Friedland selbst – und machte die Archivbestände Historikern zugänglich.

## Familie
Franz Graf Clam-Gallas ist ein Sohn des Eduard Graf Clam-Gallas, österreichischer General der Infanterie, und ein Enkel des Christian Christoph Graf Clam-Gallas, Großgrundbesitzer in Nordböhmen. Er hatte keine männlichen Nachkommen und war der Letzte seines Namens. Aus seiner Ehe mit Maria von Hoyos-Sprinzenstein entstammten sieben Töchter:
- Christiane (1886–1947), ⚭ Maria Joseph von und zu Arco-Zinneberg (1881–1924)
- Eleanore (1887–1967), ⚭ 1. Karl Friedrich Johannes Afonso Ignaz Alexandre zu Schwarzenberg (1886–1914), 2. Zdenko Kinsky von Wchinitz und Tettau (1896–1975)
- Eduardine (1889–1970), ⚭ Prof. MUDr. Adolf Winkelbauer (1890–1965)
- Gabrielle (1890–1979), ⚭ 28. April 1914 Adolf Karl von Auersperg (1886–1923)[1]
- Marie (1893–1959), ⚭ Karl Maria Leopold Joseph Ignatius Antonius Robert von Podstatzky-Lichtenstein (1874–1946)
- Clothilde (1898–1975)
- Sophie (1900–1980), ⚭ Eduard Rupert von Auersperg (1893–1948)